# Samuel Kuffour
Samuel Kuffour (Kumasi, 3. rujna 1976.) ganski je umirovljeni nogometaš te je bivši ganski nogometni reprezentivac.

## Klupska karijera
Rodio se u Kumasiju. U Europu ga je doveo Torino kad je imao samo 15 godina. Do tada je igrao za lokalne juniorske sastave u domovini. Godine 1993. je otišao u Bayern München. Sezonu 1995./96. je proveo na posudbi u 1. FC Nürnbergu.
U Bayernu je bio 11 sezona. Igrao je u svim kategorijama, od mladih sastava do mjesta prominentnog prvotimca koji je osvojio Ligu prvaka. Bio je važni igrač u sastavu koji je igrao Ligu prvaka 2000./2001. Postigao je pobjednički pogodak na utakmici Interkontinentalnog kupa 2001. godine. Na istoj utakmici je proglašen igračem susreta. Također je te godine bio drugi na izboru za afričkog nogometaša godine.
Kuffour je bio igrao u Bayernovoj momčadi u Ligi prvaka 1998./99. koja je tragično izgubila praktično već osvojeni naslov europskog prvaka, kad su primili dva pogotka pred sam kraj utakmice protiv Manchester Uniteda. 
Bio je najmlađi obrambeni igrač svih vremena koji je postigao pogodak u Ligi prvaka. Imao je 18 godin i 61 dan na utakmici protiv moskovskog Spartaka 2. studenoga 1994., u susretu koji je završio 2:2. Kuffour je odigrao preko 60 utakmica u Ligi prvaka. 
Nakon 11 sezona u Bayernu i preko 175 utakmica u Bundesligi je 2005. otišao iz Bayerna. Potpisao je trogodišnji ugovor s talijanskom Romom kao slobodan igrač. Odigrao je 21 susret u Seriji A 2005./06. Jednu sezonu nije igrao na Afričkom kupu nacija 2006., a u drugoj sezoni ga je Roma posudila Livorno Calciu.
Kolovoza 2007. je Kuffour odigrao probnu utakmicu za Sunderland, no bezuspješno. Trener Roy Keane je za novine poslije Sunderlandovog poraza od Liverpoola izjavio da se Kuffour neće pridružiti klubl.
28. siječnja 2008. je amsterdamski AFC Ajax posudio Kuffoura od Rome na pola godine, uz opciju da se posudba može produžiti još dvije sezone. Ajax ga nije definitivno kupio jer je bio slabe forme, a u Romi je postao suvišan prema procjeni Rominog Luciana Spalettija, čime je postao slobodan igrač.
Kolovoza te godine se mislilo da je Kuffourov novi klub FK Himki. Ipak, 10. rujna je njegov agent objavio da se Kuffour povukao iz profesionalnog nogometa. Kuffour je opovrgao tu vijest i izjavio da želi nastaviti karijeru. 26. siječnja 2009. ga se povezivalo s klubom iz MLS-a Chicago Fire – čelna osoba američkog Sports to Develop Destitute je tvrdio da je dovršio ugovor.
Travnja 2009. se Kuffour konačno aktivirao i vratio u domovinu nakon 19 godina. Dogovorio je tromjesečni ugovor s klubom Asante Kotokoom.

## Vanjske poveznice
- Bundesliga Statistike (njem.)
- 2001 Galerija